# Palmenflughund

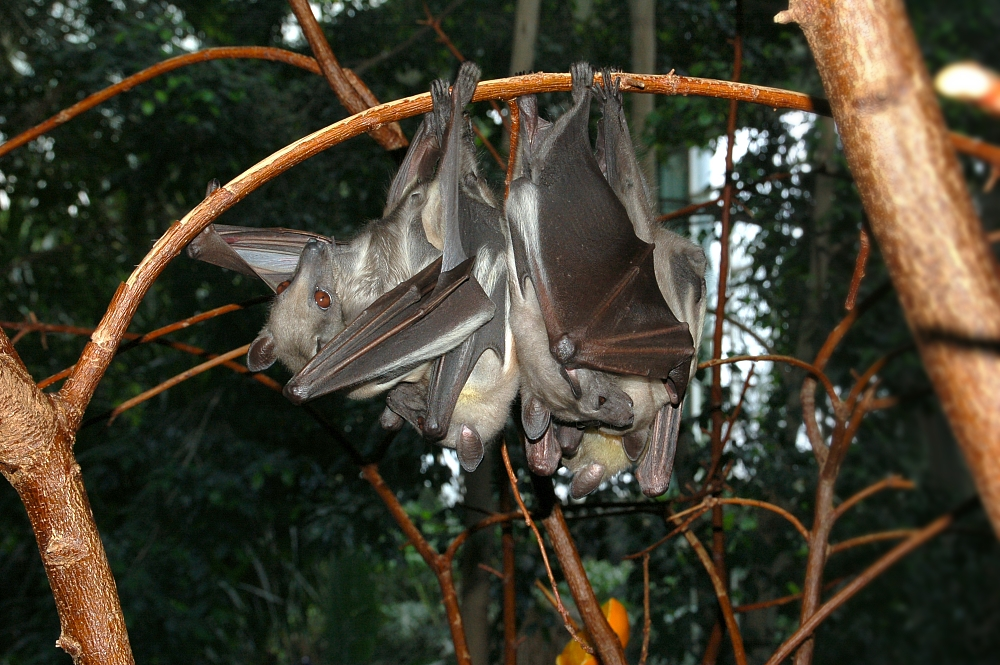
Palmenflughunde im Zoologischen Garten Berlin.

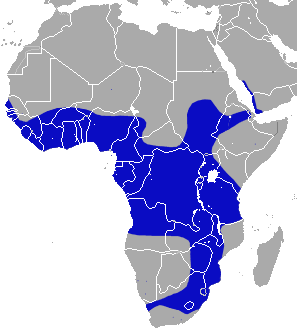
Verbreitungsgebiet

Der Palmenflughund (Eidolon helvum) ist eine Säugetierart aus der Familie der Flughunde (Pteropodidae). Er zählt zu den weitest verbreiteten und bekanntesten Flughunden des afrikanischen Kontinents.
Das Verbreitungsgebiet des Palmenflughundes reicht von Senegal und Äthiopien bis Südafrika, auch im Südwesten der Arabischen Halbinsel ist er zu finden.

## Beschreibung
Das Fell dieser Tiere ist an der Oberseite strohfarben und an der Unterseite bräunlich gefärbt. An der Kehle und an den Seiten des Halses besitzen die Männchen einen rötlichfarbenen, drüsenreichen Fleck. Die Tiere erreichen eine Kopfrumpflänge von 14 bis 21 Zentimetern, wie bei den meisten Flughunden ist der Schwanz kurz (0,4 bis 2 Zentimeter), die Spannweite beträgt bis zu 76 Zentimeter und sie erreichen ein Gewicht von 230 bis 350 Gramm.
Palmenflughunde halten sich bevorzugt in Waldgebieten auf, wo Früchte, ihre Hauptnahrung, vorhanden sind. Man findet sie aber auch in Savannen und trockenen Gebieten sowie in Gebirge bis 2000 Meter Seehöhe. Tagsüber schlafen sie in großen Gruppen (oft mehrere Tausend Tiere) meist auf Bäumen, manchmal auch in Höhlen und menschengemachten Unterschlupfen. In der Nacht fliegen sie aus zur Nahrungssuche, wobei sie in einer Nacht Distanzen von 30 Kilometern zurücklegen können. Palmenflughunde zeigen ein ausgesprochenes Zugverhalten, je nach Regen- und Trockenzeiten suchen sie oft andere Regionen auf, dabei schließen sie sich zu großen Gruppen von bis zu einer Million Individuen zusammen. Über das Jahr verteilt können sie so 2500 Kilometer zurücklegen.
Besonders spektakulär ist die jedes Jahr im November stattfindende Versammlung von bis zu einer Million Palmenflughunden in bestimmten Baumgruppen des Kasanka-Nationalparks. Die Tiere verbleiben dort etwa 3 Monate, bevor sie wieder ausschwärmen.

## Nahrung
Palmenflughunde ernähren sich vorwiegend von Früchten, darunter die der Borassuspalmen (Borassus), Dattelpalmen, Mangos, Ceibas und anderer Bäume; aber auch Blüten und Nektar wie die der Affenbrotbäume. Sie verzehren jedoch nicht ganze Früchte, sondern saugen vorwiegend den Saft heraus. Durch ihre Ernährungsgewohnheiten spielen sie eine wichtige Rolle bei der Bestäubung mancher Pflanzen. Darüber hinaus gelten die Tiere als wichtige Verbreiter von Samen. Eine einzelne Kolonie von Palmenflughunden kann in einer Nacht bis 300.000 Samen in Entfernungen von bis zu 95 km transportieren. Die weiten Transportwege und große Mengen führen dazu, dass Samen auch bereits entwaldete Gebiete erreichen, wodurch Palmenflughunde einen wichtigen ökologischen Beitrag leisten.

## Fortpflanzung
Die Paarung erfolgt zwischen April und Juni, wie bei vielen Fledertieren kommt es zu einer verzögerten Einnistung, sodass zwischen Paarung und Geburt zwar neun Monate vergehen, der Embryo selbst aber nur vier Monate im Uterus heranwächst. Die meisten Geburten finden im Februar und März statt und sind zeitlich so angelegt, dass sie in die Regenzeit fallen, wo das größte Nahrungsangebot vorhanden ist. Zu den Geburten schließen sich die Weibchen in Wochenstuben zusammen, die Väter beteiligen sich nicht an der Aufzucht. Meistens kommt ein Jungtier zur Welt, selten zwei. Die Lebenserwartung dieser Tiere liegt bei rund 15 Jahren, einzelne Tiere werden über 20 Jahre alt.

## Palmenflughunde und Menschen
Da Palmenhunde in großen Gruppen zusammenleben und oft in Obstplantagen oder Gärten einfallen, gelten sie mancherorts als Plage und werden dementsprechend gejagt. Der Palmenflughund wird umfassend gejagt, um ihn dann als Bushmeat zu verkaufen. Dadurch sind die Bestände innerhalb der letzten drei Generationen merkbar zurückgegangen, die Dezimierung ist jedoch kleiner als 30 %. Die IUCN listet den Palmenflughund deshalb in der Vorwarnliste (near threatened).
In Deutschland werden sie im Zoologischen Garten Eberswalde und im Tierpark Hellabrunn in München gehalten.